# Pleurothyrium tomiwahlii
Pleurothyrium tomiwahlii là loài thực vật có hoa trong họ Nguyệt quế. Loài này được van der Werff miêu tả khoa học đầu tiên năm 1993.